# Dimitrie Ghica park
A Dimitrie Ghica park a romániai Szinaja városának – és az egész Prahova-völgynek – legismertebb és legszebbnek mondott parkja, a városiak és a turisták egyik kedvelt kikapcsolódó helye. 1881-ben nyitották meg; környékén hamarosan előkelő villák és szállodák épültek. 1911-ben tűzvész pusztította. Itt állnak Szinaja egyes ismert épületei, például a kaszinó, vagy a Caraiman és a Palace szállók.

## Története
Szinaja első villái az 1870-es években épültek, és ugyanekkor kezdték a Peleș-kastély és a vasútállomás építését is. Az 1880-as (újra)parcellázás és az utak kijelölése után szükségesnek tartották egy közpark létrehozását, melynek megtervezésével egy Eder nevű belga építészt bíztak meg. A parkot a Dimitrie Ghica herceg által adományozott birtokon (voltaképpen az 1875-ben épült Ghica-villa telkén) hozták létre; korábban itt egy nyílt tér volt, ahol ökörvásárokat és Nagyboldogasszony-napi kirakodóvásárt tartottak (melyet Grigorescu is megfestett).
A park 1881-ben készült el, és az elkövetkező évtizedekben körülötte épültek fel Szinaja előkelő szállói és villái. 1911-ben egy tűzvész elpusztította a parkot körülvevő épületek egy részét; ezek helyén építették fel az 1910-es években a Palace szállót és a kaszinót.
1948–1952 között menekülttábor működött a területén, ahol a görög polgárháború menekültjeit (nőket és gyermekeket) szállásolták el. A parkot magas léckerítéssel vették körül, kutyákkal és katonákkal őriztették; a kaszinót kórháznak, a Regal, Caraiman, Palace szállodákat menekültszállásoknak nevezték ki. A park és az épületek ezen időszak alatt jelentős károkat szenvedtek, kijavításukat 1954-re fejezték be.
A 2010-es években felújították: a 20. század elejét idéző lámpavasakat és padokat állítottak, információs táblákat helyeztek el, kijavították a pavilont és a szökőkutat, helyreállítottak egy 1905-ben készült kőpadot.

## Leírása
Délnyugat-északkelet irányban megnyúlt park; hossza 350 méter, szélessége 100–150 méter között váltakozik. A város keleti részén helyezkedik el, közel a DN1-es főúthoz és a vasútállomáshoz. Két oldalról a Carol I és az Octavian Goga utcák fogják közre.
Már 1903-ban az üdülő látványosságaként írják le, rózsákkal, szökőkutakkal, térzenével, fehér kavicsos sétányokkal; megjegyezvén, hogy kiváló kilátás nyílik innen a hegyekre, a telepre, és a szinajai kolostorra. A két világháború között Nagy-Románia egyik legszebb parkjaként tartották számon. Több régi, történelmi jelentőségű műemlék épület veszi körül, és magában a parkban is vannak emlékművek (főként szobrok).

### Látványosságok
- Hotel Regal 1880. Az üdülőtelep másodikként felépült szállodája (1880), és a legrégibb szálló, mely ma is áll. Neve eredetileg Noul Sinaia volt (új Szinaja, megkülönböztetve az 1871-ben megnyitott „régi” Szinaja szállótól); a Regal nevet az 1886-os tulajdonosváltáskor kapta. A kommunizmus alatt kezelőbázis volt, majd ismét szálloda lett.[4] Az „1880”-at azért toldották a névhez, hogy megkülönböztessék Szinaja más Hotel Regal nevű szállodáitól.
- Hotel Caraiman. A harmadikként felhúzott (1881), és több évtizeden keresztül a legnagyobb szálloda. Eredetileg kétszintes, francia chalet stílusú épület volt; 1900–1901-ben Jean Pompilian tervei alapján „román nemzeti stílusban” átépítették, és még egy emelettel és manzárddal toldották meg. Előtte – a park területén – medence és szökőkút van.[4][7] Műemlékként tartják nyilván PH-II-m-A-16656 kód alatt.[8]
- Hotel Palace, egyes forrásokban Palas. 1911–1912 között építtette a Societatea Sinaia társaság Petre Antonescu tervei alapján, klasszicista stílusban; megnyitása után átvette a Caraimantól az üdülő legnagyobb és legelőkelőbb szállodája címet. A kaszinóval föld alatti alagút kötötte össze. Az első világháborúban megrongálódott, a második világháború alatt hadikórházként, majd menekültszállásként szolgált. 1965-ben felújították, jelenleg négycsillagos szállóként működik.[4][9] Műemlékként tartják nyilván PH-II-m-A-16680 kód alatt.[8]

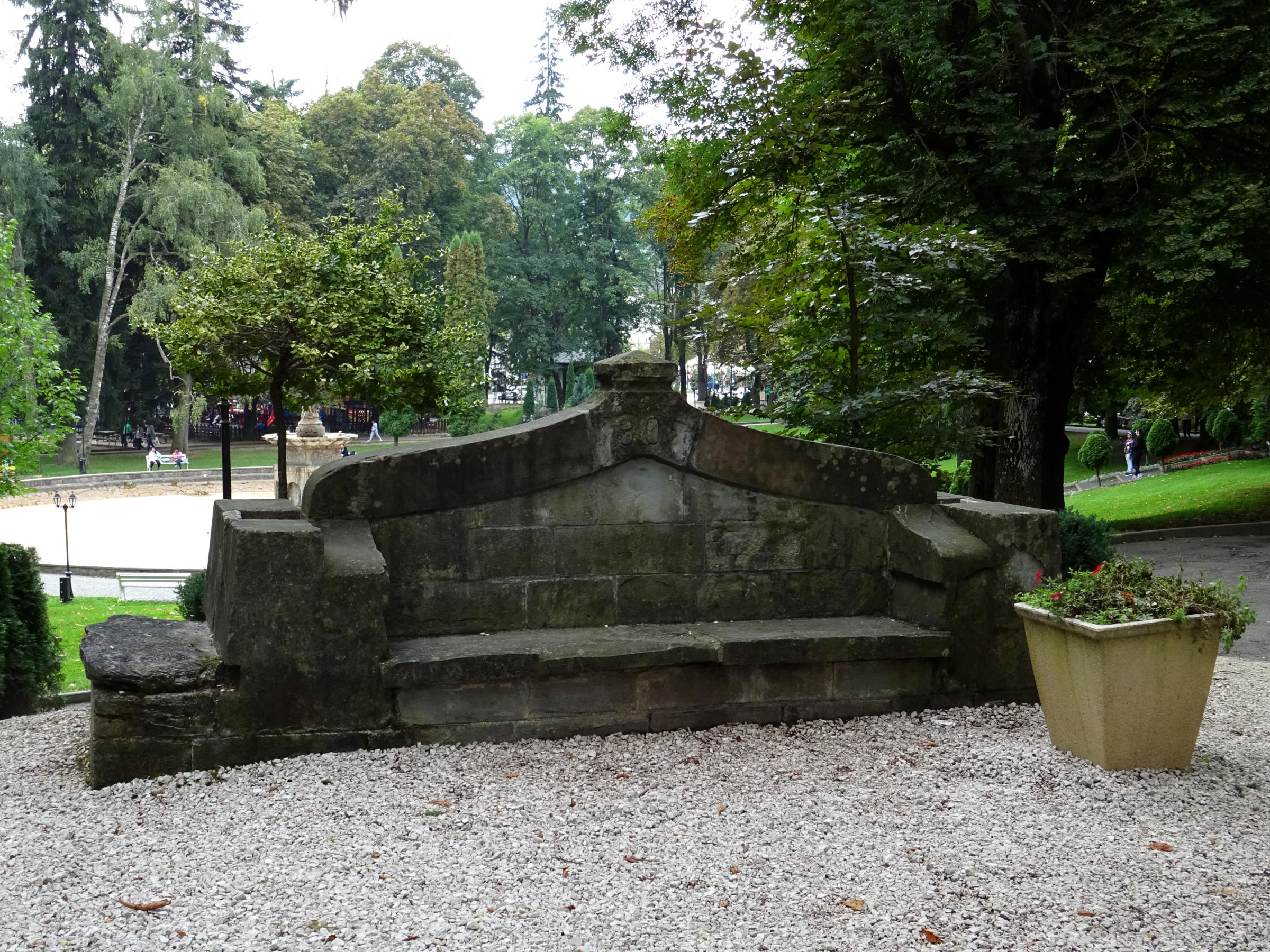
A „királyi pad”

- A szinajai kaszinó (Cazinoul Sinaia). 1912-ben kezdték építeni a leégett Ghica-villa helyén; kinézetét és kialakítását a monte-carlói kaszinó ihlette. Építtetője szintén a Societatea Sinaia, tervezője Petre Antonescu volt. A két világháború között sokan látogatták: a szerencsejátékok igen népszerűek voltak az előkelőségek körében, továbbá színi előadásokat, koncerteket, filmvetítéseket is rendeztek. 1947-ben a hatalomra kerülő kommunisták betiltották a szerencsejátékokat, a kaszinót szakszervezeti kultúrháznak nevezték ki, 1976-tól pedig protokollépületként szolgált. 1989 után visszakerült a turisztikai körforgásba; jelenleg rendezvényközpont, ahol kiállításokat és konferenciákat szerveznek.[4][10] Műemlékként tartják nyilván PH-II-m-A-16655 kód alatt.[8]
- A Bucsecs Természeti Rezervátum múzeuma (Muzeul Rezervației Bucegi). 1973-ban nyitották meg egy egykori vendéglő épületében; 1994-ben felújították és átrendezték. A földszinten időszaki kiállítások, az alagsorban a Bucsecs-hegység növény- és állatvilágát bemutató diorámák tekinthetőek meg. Az épület előtt egykoron egy kis füvészkert volt, de ez mára elpusztult.[11]
- „Királyi pad”, az egyetlen, amely fennmaradt az 1905-ben, I. Károly román király idejében állított öt kőpad közül.[6]
- Zenepavilon.
- A park területén a román kultúra több nagyjának állítottak szobrot (Ghica, Bălcescu, Eminescu, Creangă).[12] Ion Iancu Brezeanu színész, városi díszpolgár 1935-ben készült szobrát műemlékként tartják nyilván PH-III-m-A-16875 kód alatt.[8]

### Elpusztult épületek
- Hotel Sinaia, az üdülő elsőként felépült szállója (a látogatók korábban a szinajai kolostor celláiban szálltak meg). 1870–1871-ben épült fel „svájci stílusban”; neve megelőzi az üdülőtelep elnevezését, ugyanis a települést akkoriban még Podul Neaguluiként ismerték. A háromszintes szállóhoz melléképületek és istállók is tartoztak. 1911-ben leégett, jelenleg itt áll a Palace szálló.[3]
- Riegler kaszinó és kávézó. A Hotel Szinaja mellett helyezkedett el, és azzal együtt égett le 1911-ben.[3]
- Ghica-villa. 1875-ben épült fel a város egyik legelső polgári épületeként, Dimitrie Ghica herceg számára. A kétszintes, fa erkélyekkel ellátott villa 1911-ben leégett; helyén ma a Kaszinó van.[3]
- Gyógyfürdő. 1880-ban épült, itt végezték a Winternitz-féle vízterápiát szakorvosok felügyelete alatt. 1911-ben leégett, helyén ma a Palace szálló van.[3]

## Képek

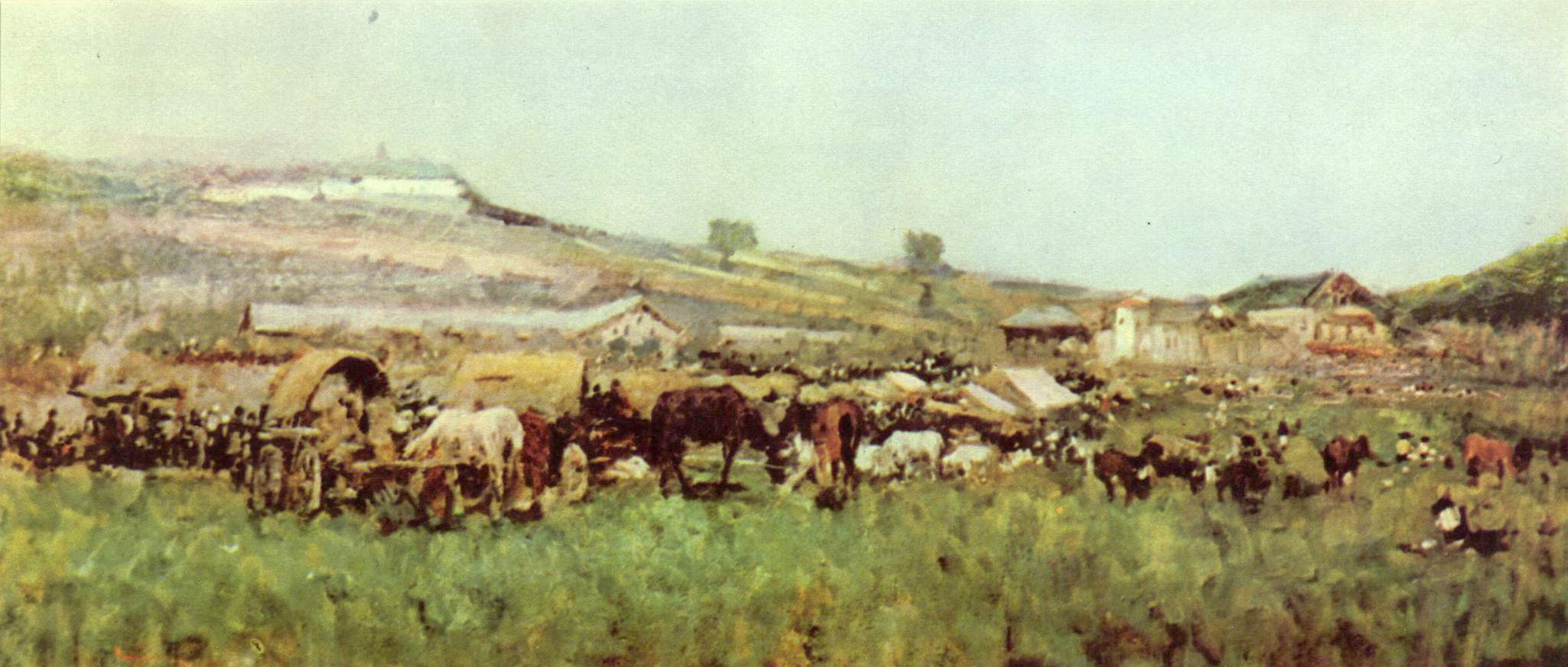
Vásár a későbbi park helyén (Grigorescu festménye, 1873)
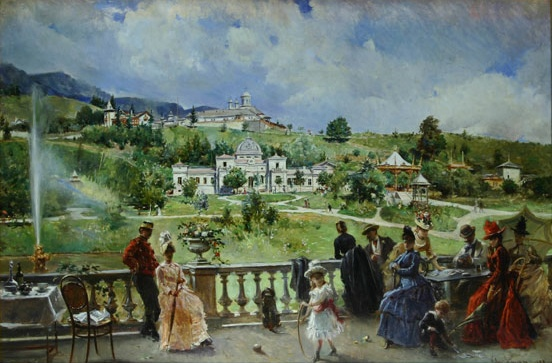
A 19. század végén (Theodor Aman festménye)
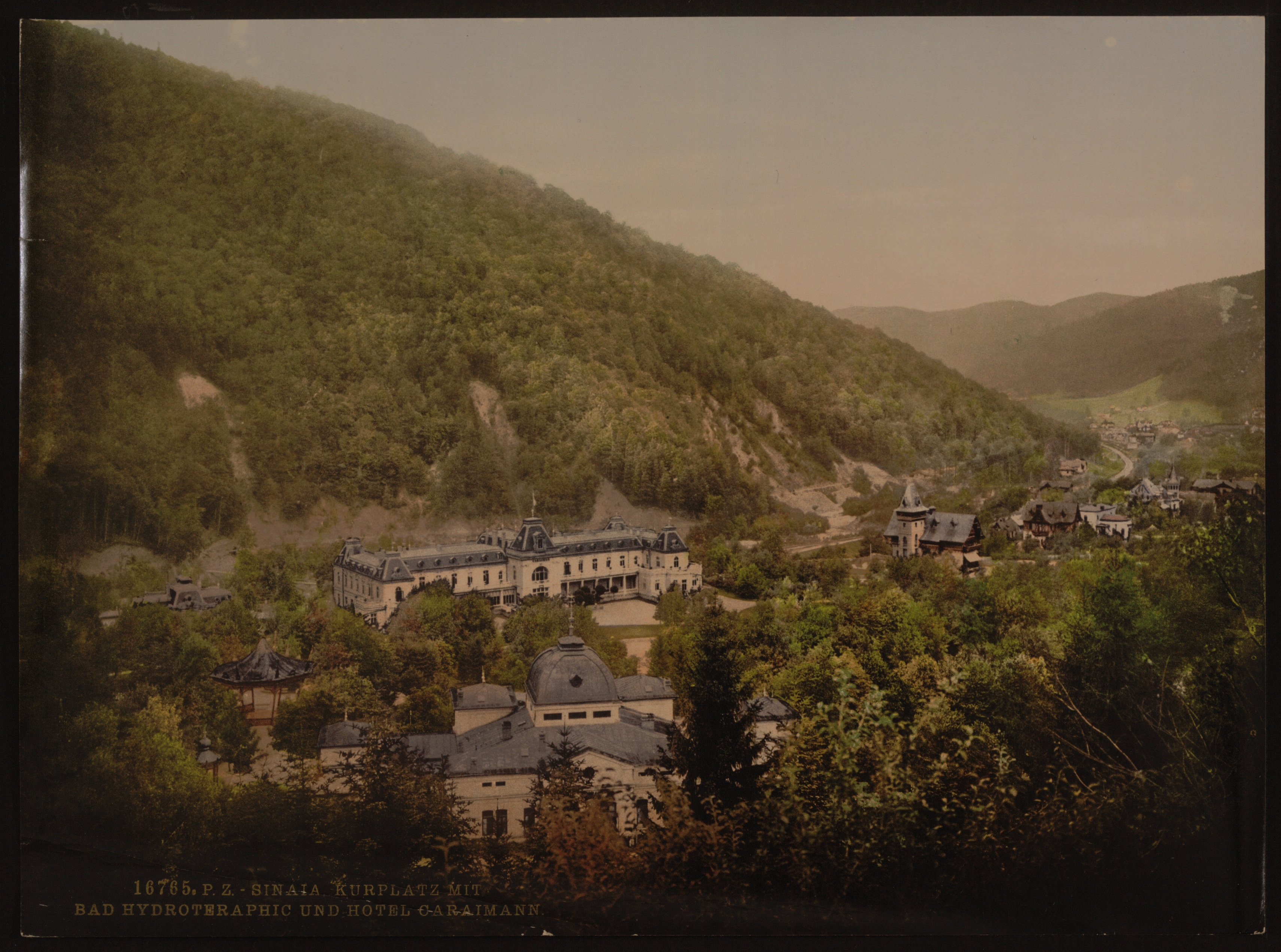
A 19. század végén
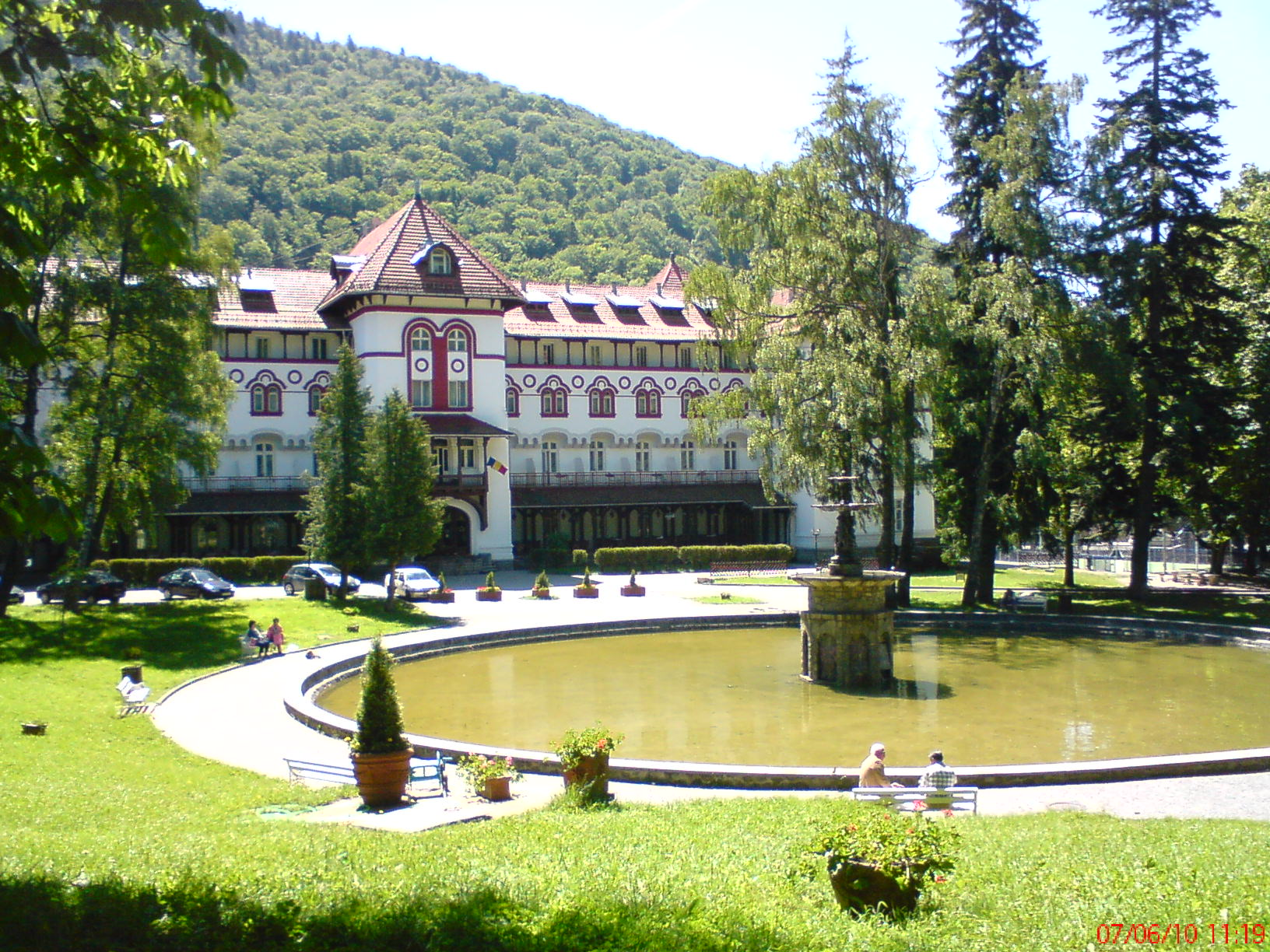
A Caraiman szálló
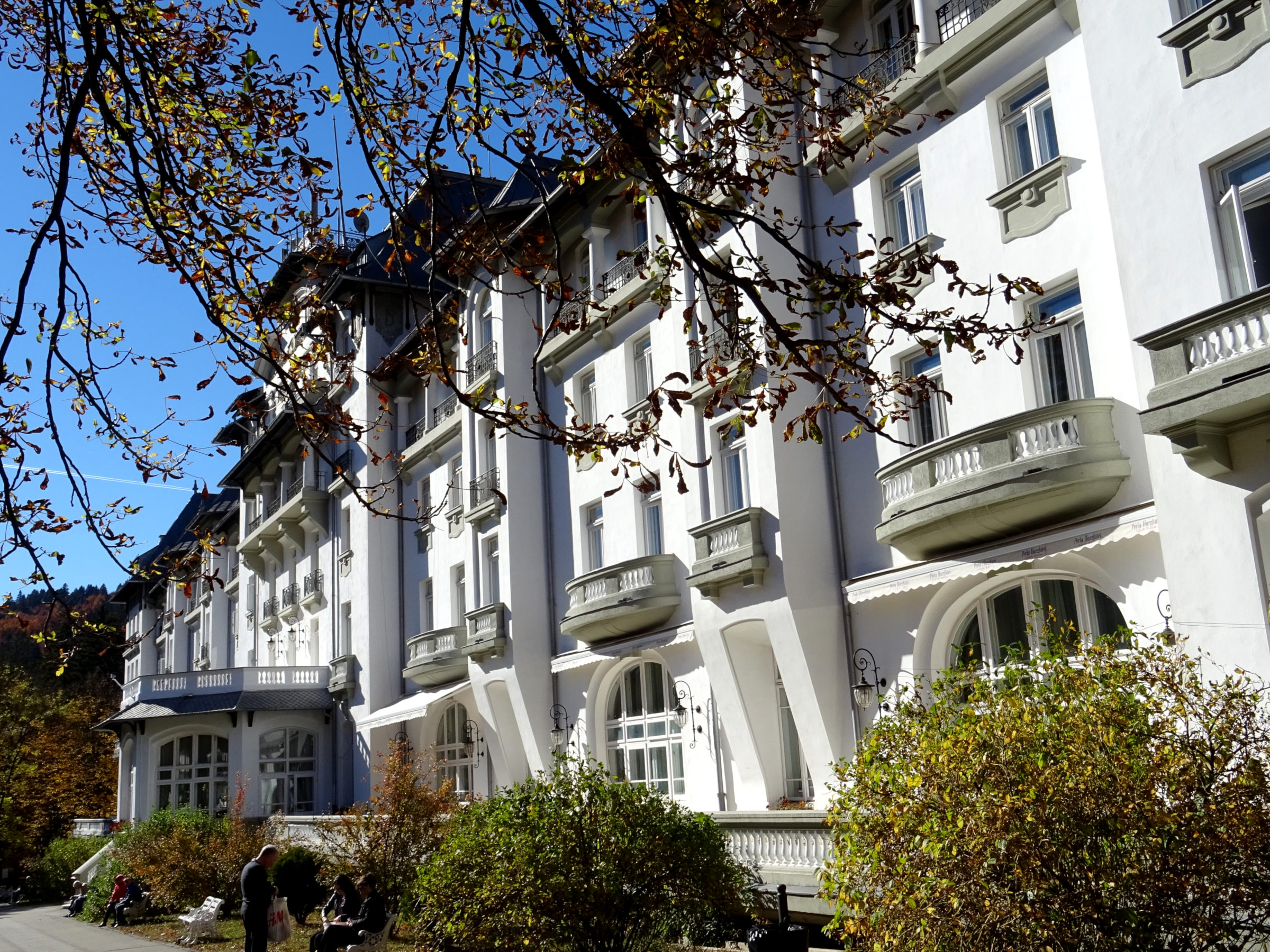
A Palace szálló
A kaszinó, előtte Dimitrie Ghica szobrával